# Segundo Ruiz Belvis
Segundo Ruiz Belvis (13 de maio de 1829 — 3 de novembro de 1867) foi um abolicionista que também lutou pelo direito de Porto Rico à independência.

## Primeiros anos
Ruiz Belvis nasceu em Hormigueros, no Porto Rico (então bairro do município de Mayagüez), filho de José Antonio Ruiz e Manuela Belvis. Recebeu sua educação primária em Aguadilla. Ruiz Belvis foi para Venezuela e se graduou com uma licenciatura em filosofia da Universidade de Caracas. Mais tarde, obteve uma licenciatura em direito da Universidade Complutense de Madrid, na Espanha. Durante sua estada na Espanha, fez amizade com pessoas com ideias tanto liberal e reformista, que propuseram a abolição da escravatura.

## Abolicionista
Em 1859, Ruiz Belvis retornou a Porto Rico e fez amizade com Ramón Emeterio Betances, se juntando a "Sociedade Secreta do Abolicionista", uma organização clandestina contra a escravidão, fundada por Betances. A sociedade batizou e emancipou milhares de crianças escravas negras. O evento, que era conhecido como "aguas de libertad" (águas da liberdade), foi realizado na Catedral de Mayagüez. Mais tarde, se mudou para a cidade de Mayagüez onde estabeleceu sua prática da lei. Ruiz Belvis foi nomeado juiz de paz pelos cidadãos da cidade. Mais tarde, foi nomeado para compor o conselho da cidade de Mayagüez como representante. Suas responsabilidades incluíam a observar o bem-estar dos escravos no seu distrito e a gestão dos fundos públicos. Ruiz Belvis se envolveu na política e assumiu a causa do abolicionismo na ilha.
Quando Ruiz Belvis retornou à capital espanhola em 1865, representou a causa do abolicionista às Cortes Gerais. Embora suas ideias fossem consideradas perigosas pelos governos espanhóis por sua ameaça à ordem existente, ele ajudou começar o movimento que conduziria eventualmente a libertação dos escravos nas restantes colônias espanholas na América Latina. Em 1866 após a morte de seu pai, Ruiz Belvis herdou a fazenda de sua família Josefa; a primeira coisa que ele fez foi libertar os escravos.

## Defensor da independência de Porto Rico

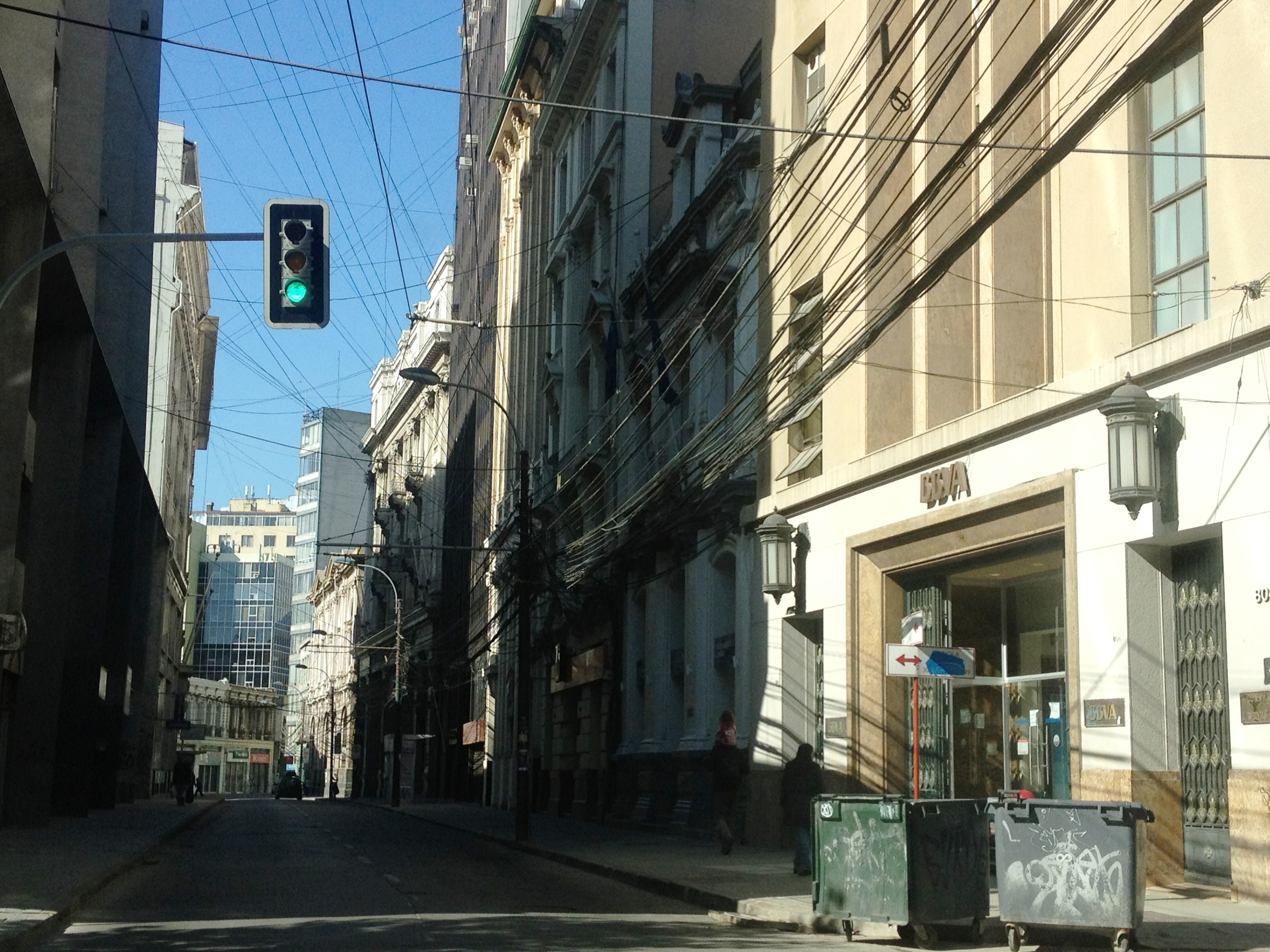
Calle Prat, Valparaíso, Chile. Neste local próximo ficava o Aubry Hotel, onde Segundo Ruiz Belvis faleceu em 1867.

Ao retornar para Porto Rico, Ruiz Belvis descobriu que o governador espanhol, José María Marchesi Oleaga, não gostou das ideias liberais que Ruiz Belvis e seus amigos tiveram; todos eles foram banidos para o exílio.
Ruiz Belvis acabou chegando em Nova Iorque em 1866, onde juntamente com Betances e outros patriotas, ele formou o "Comité Revolucionario de Puerto Rico" (Comitê Revolucionário de Porto Rico) pela independência da ilha. Eles desenvolveram um plano para enviar uma expedição armada para Porto Rico, no que viria a tornar-se conhecido como o "Grito de Lares". Durante esse tempo, Ruiz Belvis ficou doente. Ainda viajou para Valparaíso, no Chile, para arrecadar fundos pela revolução planejada.
Ruiz Belvis faleceu em Valparaíso, vítima de gangrena de Fournier, no dia 3 de novembro de 1867. Morreu antes da revolta do ano seguinte–"Grito de Lares"–que falhou. A escravidão foi finalmente abolida em Porto Rico em 22 de março de 1873. Ruiz Belvis está enterrado na capela do Cemitério de Hormigueros.

## Legado
Para honrar a memória de Segundo Ruiz Belvis, o Porto Rico nomeou muitas ruas em sua homenagem. Uma escola foi nomeada levando seu nome em cada um dos seguinte locais: sua cidade de origem, Hormigueros, Ponce e Santurce. Nos Estados Unidos, "Segundo Ruiz Belvis Cultural Center" foi nomeado em sua homenagem na cidade de Chicago, Illinois, e "Segundo Ruiz Belvis Diagnostic and Treatment Center" no Bronx, em Nova Iorque.